# 岩本ナオ
岩本 ナオ（いわもと ナオ、1月10日 - ）は、日本の漫画家。岡山県児島郡灘崎町（現：岡山市南区） 出身。血液型はO型。

## 来歴
子供のころ、赤石路代作品を読み、そのヨーロッパ描写に影響を受ける。また、『王家の紋章』にも夢中になる。特に両作のコスチュームに惹かれる。漫画の影響で、中学・高校時代に西洋史に興味を持ち、大学の専攻は、「古代ギリシャ・ローマ」。卒論テーマは「古代ギリシャ彫刻」。
2004年、『その彼女の存在』で第10回月刊フラワーズコミックオーディション金の花賞を受賞し、『月刊フラワーズ』（小学館）2004年5月号に掲載されデビュー。以降、同誌や『凛花』（小学館）で作品を発表。2007年から『月刊フラワーズ』で『町でうわさの天狗の子』を連載した。同作で第55回（平成21年度）小学館漫画賞少女向け部門を受賞。2016年に『金の国 水の国』で、「このマンガがすごい!2017」オンナ編1位受賞。『マロニエ王国の七人の騎士』で「このマンガがすごい！2018」オンナ編1位受賞。同作家が別作品で2年連続1位を受賞するのは「このマンガがすごい！」で初めてのこととなる。2021年10月2日から12月13日まで、岡山県の吉備川上ふれあい漫画美術館にて原画展を開催。岩本にとって初の個展開催となる。

## 作風
- 『町でうわさの天狗の子』連載中の2012年12月ファンタジー読み切り短編『赤い果実と花飾り』以前は[6]、 「自分が育った土地を舞台にした作品しか描けない」「連載するのに自分の知らない土地を長期間舞台にするのは緊張する」と公言していて[7]、田舎を舞台にした作品が多かった。『Yesterday, Yes a day』に登場する家屋は自身の実家をモデルにしている。
- その後、1年間休養して[6]、2014年12月から、海外的な過去世界を舞台にしたファンタジー作品を続けて連載で発表し、元々はこういう作品が書きたかったと表明し、前期は自信が無かったと、釈明した[8]。

作画には、以下の道具を使用している。（『季刊エス』インタビューより）
- モノクロ
  - 原稿用紙はIC135g
  - ペン先はゼブラ丸ペンの固いタイプ。2021年10月から大きい顔の作画用にゼブラ日本字ペン先を使用[注釈 1][6]
  - スクリーントーンはデリータ
  - インクは、人物がデリータの六番、背景はPILOT製図用。
- カラー
  - 主線はデリータの三番、ペン先はモノクロと同じ
  - 着彩はウィンザー&ニュートン（Winsor & Newton）

## 作品リスト
- スケルトン イン ザ クローゼット（全1巻、『月刊フラワーズ』）
  - その彼女の存在
  - 花の名前
  - 冬色自転車
  - 僕の一番好きな歌
  - 青という言葉のない国から
  - 雪みたいに降り積もる
- Yesterday, Yes a day（全1巻、『月刊フラワーズ』）
- 町でうわさの天狗の子（全12巻、『月刊フラワーズ』）
  - 手をとって、そのままで
- 赤い果実と花飾り （『増刊flowers』 2012年12月号掲載）
- ジャイキリ読んで○○してきました[注釈 2]（全1巻）
- 雨無村役場産業課兼観光係（全3巻、『凛花』）
- 6日しかない一週間（読切[9]、『モーニング』2015年43号掲載）
- 金の国 水の国（全1巻、『月刊フラワーズ』）
- マロニエ王国の七人の騎士（既刊10巻、『月刊フラワーズ』連載中）
- 海が見える大井町〜岩本ナオ作品集〜（全1巻）
  - 海が見える大井町（「漫画『もしも東京』展」で公開[10]、『月刊フラワーズ』2022年8月号にも掲載[10]）
  - 赤い果実と花飾り （『増刊flowers』 2012年12月号掲載）
  - 夏の桜（『凛花』10号〈2010年〉掲載）
  - 100年生きた猫（月刊ねこだのみ2号〈2016年〉掲載）
  - 6日しかない一週間（読切[9]、『モーニング』2015年43号掲載）

## 出演
- 浦沢直樹の漫勉 neo（2020年10月8日、NHK Eテレ） - 『マロニエ王国の七人の騎士』の製作過程を収録した画像を見ながら浦沢と対談[11]。